# Guidimé
Guidimé is een gemeente (commune) in de regio Kayes in Mali. De gemeente telt 40.000 inwoners (2009).